# Neue Pinakothek
48°8′59″N 11°34′16″E / 48.14972°N 11.57111°E
Neue Pinakothek (hr. „Nova pinakoteka”) je umjetnička galerija u Münchenu, otvorena 1981. godine, u kojoj je izloženo oko 400 slika i 50 skulptura iz 18. i 19. stoljeća. Neue Pinakothek je smještena nasuprot Alte Pinakothek u kojoj se mogu vidjeti djela srednjovjekovnih umjetnika, od Srednjeg vijeka pa do kraja 18. stoljeća  
Treći muzej Pinakothek der Moderne kompletira umjetničku oblast Münchena, Kunstareal, s djelima umjetnika iz 20. i 21 stoljeća.

## Povijest
Muzej je osnovao bivši bavarski kralj, Ludwig I., 1853. godine Izvorna zgrada Neue Pinakothek sagrađena je 1846. po nacrtima Augusta von Voita, no uništena je u englesko-američkim bombardiranjima grada 1944. godine. 
Novu zgradu je dizajnirao Alexander Freiher von Branca u postmodernom stilu s betonskom konstrukcijom i kamenom fasadom, lučnim prozorima, erkerima i velikim stubištima, a dovršena je tek 1981. god.

## Kolekcija
Kolekciju je još 1809. godine započeo Ludwig I. Bavarski, odvojivši je od kolekcije starih majstora koju je smjestio u Alte Pinakothek. Tako je nastao jedan od prvih „muzeja moderne umjetnosti”, koncentriran na umjetnost nastalu na prijelazu iz 18. u 19. stoljeće, a koji će postati modelom za brojne druge muzeje u Europi.
Pored Ludwigove kolekcije romantičarskih slika, grčkih krajolika i djela minhenske škole, od 1905. ravnatelj Hugo von Tschudi je kupio značajna djela impresionizma i postimpresionizma.
God. 1915. Neue Pinakothek je postala vlasništvo Bavarske, koja je proširila kolekciju djelima od neoklasicizma do art nouveaua. Van Goghov autoportret, označen je kao „izopačena umjetnost” 1938. godine i nacisti su ga konfiscirali, te prodali godinu dana kasnije.
Danas Neue Pinakothek ima oko 3000 djela. U muzeju su izložena djela poznatih umjetnika kao što su: Francisco Goya, Jacques-Louis David, Thomas Gainsborough, Bertel Thorvaldsen, William Turner, Caspar David Friedrich, Eugène Delacroix, Max Liebermann, Pierre-Auguste Renoir, Edouard Manet, Claude Monet, Paul Cézanne, Paul Gauguin, Camille Pissarro, Edgar Degas, Alfred Sisley, Georges-Pierre Seurat, Vincent van Gogh i Edvard Munch.

### Kronološka galerija odabranih djela
- Jacques-Louis David, Kontesa Anne-Marie-Louise Thélusson
- Thomas Gainsborough, Gđa. Thomas Hibbert
- Friedrich Overbeck, Italija i Germanija
- Francisco de Goya, Očerupana ćurka, 1810.
- Eugène Delacroix, Klorinda spašava Olinda i Sofroniju
- Carl Spitzweg, Siromašni pjesnik, 1839.
- Leo von Klenze, Atenska Akropola, 1846.
- Auguste Rodin, Čovjek sa slomljenim nosom, oko 1863.
- Honoré Daumier, Don Quijote i Sancho Pansa, oko 1868.
- Édouard Manet , Doručak u studiju, 1868.
- Claude Monet, Most kod Argenteuila
- Paul Gauguin, Rođenje Kristovo, Te tamari no atua, 1896.
- Paul Cézanne, Željeznička račva
- Vincent van Gogh, Suncokreti (van Gogh)
- Edvard Munch, Žena u crvenoj haljini
- Gustav Klimt, Portret Margaret Stonborough-Wittgenstein, 1905.

## Vanjske poveznice
- Službene stranice  Arhivirana inačica izvorne stranice od 13. lipnja 2007. (Wayback Machine)